# 克基拉島
克基拉島（希臘語：Κέρκυρα，羅馬化：Kérkyra），又按英語名译为科孚島，是伊奥尼亚海里伊奧尼亞群島中的岛屿，该岛在行政上属于希腊伊奧尼亞群島大區克基拉专区。岛屿面积为580平方公里，是伊奧尼亞群島中第2大的島嶼，隔科孚海峡与阿爾巴尼亞相望。此島是伊奥尼亚大学的所在地。英國女王伊莉莎白二世的丈夫菲利普親王在此島出生。

## 历史

### 早期历史
最早提到克基拉岛的希腊词是用线性文字B书写的“Ko-ro-ku-ra-i-jo”，意思是来自克基拉岛的人。这座岛在古代被命名为“镰刀”（希腊语：Drepane），因为人们认为克洛诺斯阉割乌拉诺斯的镰刀就藏在这座岛上面。也有人认为，这把“镰刀”属于德墨忒尔，另外克基拉岛的形状本身就比较像镰刀。

### 古典时期
公元前730年左右，科林斯控制了克基拉岛，不过岛上住民与殖民者的关系非常糟糕，甚至处于完全敌对的状态。公元前665年，科林斯终于再次征服了克基拉，并试图引入更多的殖民，不过很快克基拉岛再次恢复了独立。公元前435年，为了对抗科林斯，克基拉岛选择与雅典结盟。这个联盟是伯罗奔尼撒战争的主要起因之一。雅典远征西西里的时期，克基拉岛主要作为补给基地。公元前410年，克基拉岛退出了伯罗奔尼撒战争。公元前375年，再次加入雅典主导的同盟，之后在斯巴达的围攻中幸存下来。
公元前303年，克基拉岛被斯巴达短暂占领，之后又被叙拉古占领。叙拉古的君主将该岛作为嫁妆送给了伊庇鲁斯国王。之后一直留在伊庇鲁斯同盟之内，直到公元前255年。公元前229年，克基拉岛被伊利里亚人占领，随后并入罗马共和国，成为海军基地。公元前148年，克基拉岛隶属于罗马的马其顿行省。公元前31年，屋大维控制此地以对抗安东尼。
古典时代晚期，克基拉岛属于伊利里亚大区的伊庇鲁斯省。551年，该岛被东哥特人袭击并摧毁了城池。居民们往北方迁居到了现在旧城堡所在的位置，因为这里有岩石山丘提供天然的保护。希腊语的Korphoi（山峰）成为了现在的Corfu名字的由来。

### 中世纪
在拜占庭时期，克基拉岛和其他伊奥尼亚群岛构成了凯法利尼亚军区，作为拜占庭帝国抵御西方威胁的海军堡垒，同时也是东西方旅行的重要中转站。除了933年在大主教阿塞尼奥斯领导下挡住撒拉逊人的一波袭击之外，大部分时间该岛都享受着相对的和平和安全。
11世纪，伴随着诺曼人征服意大利南部，克基拉岛随即成为他们的下一个目标。1081年，诺曼人占领克基拉岛，三年后拜占庭在获得威尼斯共和国的援助下才赶走了诺曼人。之后的1147年和1185年，诺曼人又进行了两次入侵和占领，但都很快被拜占庭收复。
拜占庭帝国衰弱之后失去了对该岛的控制，一度被热那亚人占领，随即又被威尼斯人驱逐。1267年，克基拉岛作为嫁妆被送到西西里的安茹王朝控制之下，但各种入侵仍然接踵而来。直到1368年，威尼斯共和国控制此地，并在1401年获得正式主权。
克基拉岛在中世纪后期主要是作为西方国家对抗奥斯曼帝国的前线堡垒而存在的，岛上的防御工事经过威尼斯人的强化，击退了数次奥斯曼帝国的围攻。其中著名的围攻从1431年开始，随后是1537年、1571年、1573年和1716年。其中以1537年的战事最为著名，奥斯曼帝国动用了25000人登陆该岛，并且劫持了20000人作为奴隶，经过12天的反复冲击，仍然无法拿下岛上的城堡。由于后勤和流行病的原因，奥斯曼军队在岛上的军队几乎消耗殆尽。之后数次攻击过程都跟这次类似，即便奥斯曼人可以肆意破坏乡村地区甚至已经攻克外围的堡垒，但就是无法攻下最核心的城市堡垒。克基拉岛在奥斯曼帝国的无数次冲击中屹立不倒，被视为西方文明的胜利而在欧洲地区得到了广泛的庆祝。

### 近代
1797年，坎波福尔米奥条约宣告威尼斯共和国灭亡，克基拉岛被法国控制，不过只维持了两年就被俄罗斯-奥斯曼联合舰队赶走。1807年，提尔西特条约签署，克基拉岛再次被法国控制，但两年后，英国皇家海军包围并占领了全部伊奥尼亚群岛。
拿破仑失败后，根据1815年巴黎条约，伊奥尼亚群岛成为英国的保护领土，即伊奥尼亚群岛合众国。英国统治时期对克基拉岛带来不少的变化，包括投资新建道路，改善供水系统以及把伊奥尼亚学院提升为大学。此时，希腊语逐步成为岛上的官方语言。
1864年，希腊国王乔治一世即位（本人来自丹麦），伊奥尼亚群岛作为英国庆祝国王即位的礼物送给了希腊。根据3月29日英国、希腊、法国和俄罗斯四国签署的《伦敦条约》，伊奥尼亚群岛正式归属希腊。

### 现代
在一战中，塞尔维亚军队兵败撤退到了克基拉岛，很多士兵都因为疲惫、疾病和食物的原因死在了岛上。塞尔维亚人在维多树立了一座感谢纪念碑。
1923年，意大利和希腊发生外交争端，意大利军队一度占领了克基拉岛，最后由国际联盟出面解决，并让意大利军撤退。
1941年，希腊-意大利战争爆发，4月，克基拉岛被占领。11月，克基拉岛上爆发学生反对意大利占领的抗议活动。根据墨索里尼的指示，意大利将克基拉岛跟整个伊奥尼亚群岛作为独立于希腊的实体进行管制。1943年9月法西斯義大利政权垮台，随后纳粹德国开始控制该岛。9月14日，纳粹的轰炸摧毁了城市的大部分建筑，包括教堂、住宅和街区。1944年6月，盖世太保逮捕了岛上的犹太人，并将他们送往奥斯维辛集中营。其中大约有200名犹太人在当地人的帮助下幸存下来。
克基拉岛在战后进行了重建，1956年，卡波蒂斯特利亚当选市长，也是希腊第一位女性市长。1950年农村引入电力系统。1960年岛上引入电视，1995年引入了互联网。

## 地理

克拉基島外形，灰線是阿爾巴尼亞和希臘的邊界

克基拉島位於凱法拉尼亞斷層附近，是地震多發的地區（凱法利尼亞島則是其中心）。儘管如此，島上的城市和郊野仍保留著許多十六世紀時期興建的傳統建築。
克基拉島的海岸線全長217公里（135英里），其東北部的海岸線與阿爾巴尼亞的薩蘭達相望，由眾多3-23公里（2-15英里）不等的海峽所分開﹔而島東南部的海岸則與希臘北部的塞斯普羅蒂亞州相望。
科孚島（Corfu）這一名稱是意大利语，轉譯自拜占庭希腊语（Koryphō），意即「眾山峰的城市」，派生自希臘语（Koryphai）（眾山峰，单数为）指旧城堡的两座峰。島的北部較為多山，中部地形起伏，南部則是低窪地帶。
克基拉島全島約長64公里（40英里），面積約588平方公里(227平方英里)，最大寬度為32公里(20英里)。
其最高點海拔906米（2,972 呎）。她的外形像一把鐮刀，島上的城市和港口集中在「鐮刀」（drepanē, ）的內側，與阿爾巴尼亞的海岸相對。

### 植物群
在未受耕作活動干擾的地區，桃金娘、野草莓、月桂和冬青槲生成一片茂密的草叢。

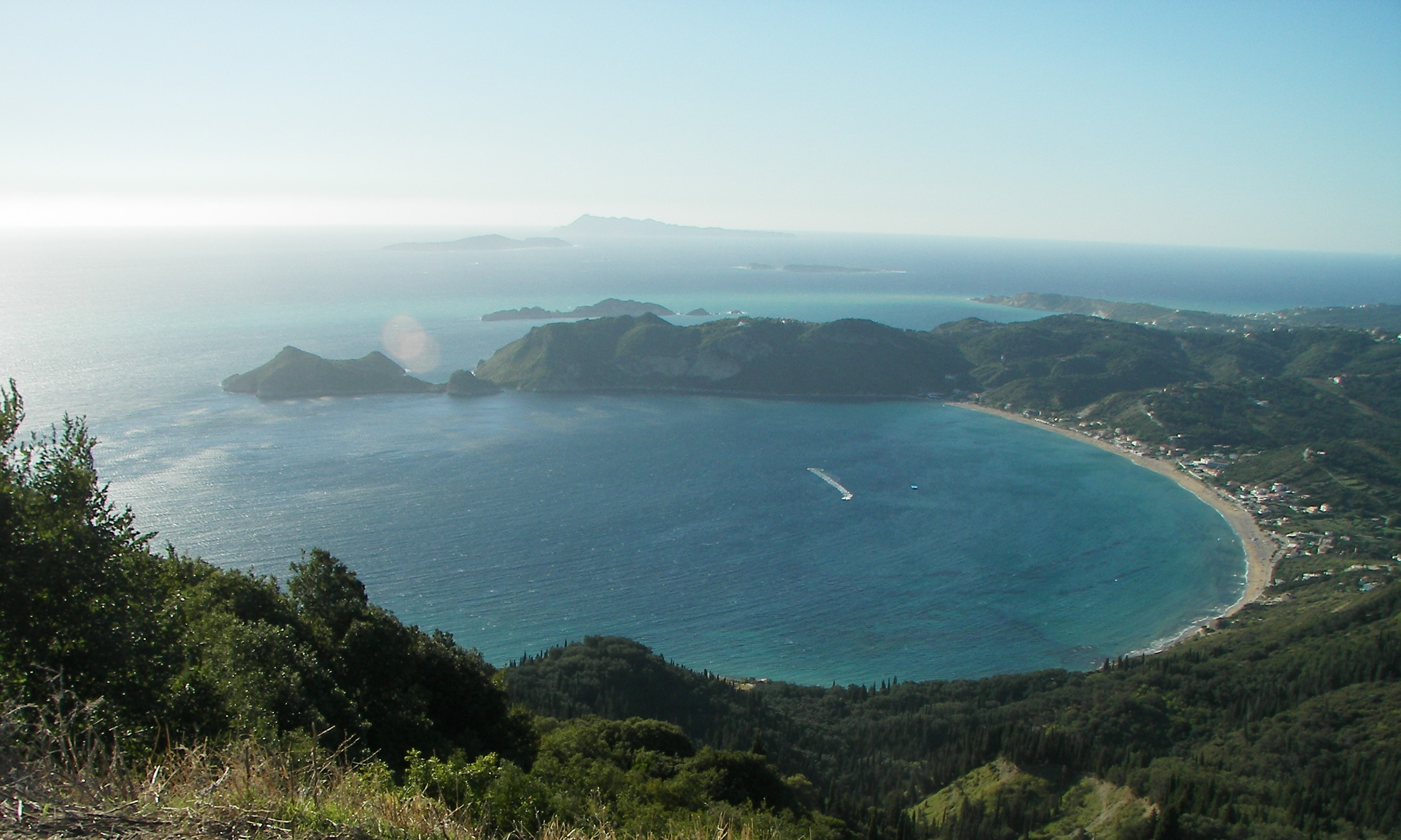
在科孚島西北方的聖喬治灣（Aghios Georgios Bay）

### 氣候
| 克基拉島          | 克基拉島     | 克基拉島     | 克基拉島    | 克基拉島 | 克基拉島    | 克基拉島    | 克基拉島   | 克基拉島    | 克基拉島    | 克基拉島     | 克基拉島     | 克基拉島     | 克基拉島       |
| 月份              | 1月          | 2月          | 3月         | 4月      | 5月         | 6月         | 7月        | 8月         | 9月         | 10月         | 11月         | 12月         | 全年           |
| ----------------- | ------------ | ------------ | ----------- | -------- | ----------- | ----------- | ---------- | ----------- | ----------- | ------------ | ------------ | ------------ | -------------- |
| 平均高温 °C（°F） | 14 (57)      | 14 (57)      | 16 (61)     | 19 (66)  | 23 (73)     | 28 (82)     | 31 (88)    | 31 (88)     | 28 (82)     | 23 (73)      | 18 (64)      | 15 (59)      | 22 (71)        |
| 平均低温 °C（°F） | 5 (41)       | 6 (43)       | 7 (45)      | 9 (48)   | 13 (55)     | 16 (61)     | 18 (64)    | 18 (64)     | 16 (61)     | 13 (55)      | 9 (48)       | 7 (45)       | 11 (53)        |
| 平均降水量 mm（） | 132.1 (5.20) | 137.2 (5.40) | 99.1 (3.90) | 61 (2.4) | 35.6 (1.40) | 15.2 (0.60) | 7.6 (0.30) | 17.8 (0.70) | 76.2 (3.00) | 147.3 (5.80) | 180.3 (7.10) | 180.3 (7.10) | 1,089.7 (42.9) |
| 来源：            |              |              |             |          |             |             |            |             |             |              |              |              |                |

## 影视作品

### 《德雷尔一家》
英国拍摄的电视剧《德雷尔一家》，故事发生在上个世纪三十年代，女主人带着四个孩子以及一笔遗产，迁居至科孚生活而展开的一系列故事。剧情内容及取景地均在科孚，即克基拉岛。

## 旅游
克基拉島具有風景優美的海灘，訪客可以搭乘公共交通或租車出行。
- 克基拉老城。世界遺產，老城建築多爲威尼斯共和國時期所建，具有威尼斯特色。
- 阿喀琉斯宫由喜愛古典文化的奧匈帝國皇后伊麗莎白（茜茜公主）興建的夏宮。以神話英雄阿喀琉斯爲主題。